# Optagelser fra Vestgrønland
|  | Denne artikel er oprettet af botten Steenthbot ud fra en ekstern database. Den kan derfor have sproglige fejl eller mangler. Denne skabelon kan fjernes efter kontrol af indholdet. |

Optagelser fra Vestgrønland er en dansk dokumentarisk optagelse fra 1935.

## Handling
Optagelser fra det vestlige Grønland: Hundeslæde på vej over isen, og skonnert i ispakket farvand. Fjeldvandring ved sommertid. Optagelser fra fly over åbent vand. Robåd med to mand bliver trukket fra land, strømmen er stærk. Det tager to timer at ro over søen Tasersuaq for at nå til Kinguadalen. Fjeldvandrere (med kamera), én klatrer højt op i et birketræ. Indsejling til Holsteinsborg - vinteroptagelser fra hverdagslivet i byen. Uummannaq Kirke (opført i 1935). Optagelser fra Jakobshavn, bl.a. ses Zions Kirke. Filmen er overvejende i sort/hvid, men har et par minutters optagelse i farver fra Uummannaq. Årstallet er anslået.